# 球形の牛
球形の牛（きゅうけいのうし、英語: spherical cow）は、現実に起こる複雑な現象を高度に単純化した科学的なモデルでとらえることを喩えた表現。物理学者がしばしば、考えることのできる最も単純なかたちまで問題を縮小して計算を容易にするために、モデルを現実に適用することが難しくなってしまうことさえある、というおかしさをついている。

## ジョーク
もとは次のような理論物理学者のジョークに由来する言葉である。
牛を真空状態に晒せば窒息死してしまうし、そもそも球形の牛など存在しない。過剰な単純化により現実に適用出来ない結論が導出されている。
このジョークにはいくつかのバリエーションがある。ロシアでは「球形の馬」と呼ばれていて、物理学者がどんなレースでも、球形の馬が真空を動くものとして小数点以下の計算をすれば勝ち馬を予想できるというジョークから来ている。アメリカのドラマ「ビッグバン・セオリー」にはバリエーションとして「球形のニワトリ」のジョークが登場する。